# Свешников, Валентин Дмитриевич
Валентин Дмитриевич Свешников (4 ноября 1947, Архангельск — 28 сентября 2022, Санкт-Петербург) — скульптор, заслуженный художник РФ (2009), действительный член Российской академии художеств (2013), доцент. Член Союза художников России с 1977 года.

## Биография
Сын советского художника и путешественника Д. К. Свешникова. Учился в Институте живописи, скульптуры и архитектуры им. И. Е. Репина на факультете скульптуры под руководством скульпторов В. Б. Пинчука, И. В. Крестовского (1966-1972). Выполнил дипломную работу «Русский Икар». Занимался в творческой мастерской М. К. Аникушина (1974—1978). С 1966 года участник городских, зональных, республиканских, всесоюзных и международных выставок. С 1972 по 1974 г. работал главным художником города Архангельска. Заведующий кафедрой скульптуры в Институте живописи, скульптуры и архитектуры им. И. Е. Репина с 1999 г., где преподавал и вёл творческую мастерскую.

## Известные работы
Наиболее известными работами являются:
- Памятник М. В. Ломоносову на Менделеевской линии Васильевского острова, Санкт-Петербург, в соавторстве со скульптором Б. Петровым (1986)[1].
- Обелиск «Городу-Герою Ленинграду», Санкт-Петербург, горельефы «Труженики тыла. Тыл фронту» и «Эвакуация. Блокада» (1985).
- Памятник И. С. Тургеневу, Санкт-Петербург, в соавторстве со скульптором Я. Я. Нейманом (2001).
- Памятник «Охтенка», Санкт-Петербург, в соавторстве со скульптором Я. Я. Нейманом (2003).
- Памятник Джамбулу Джабаеву, Санкт-Петербург. Награждён серебряной медалью РАХ (2003).
- Бюст В. П. Чкалова у павильона станции метро «Чкаловская» в Санкт-Петербурге, в соавторстве со скульптором Чаркиным А. С. (1997).
- Медальоны с барельефами русских адмиралов и флотоводцев: Ушакова, Нахимова, Макарова, Апраксина, Беллинсгаузена и Григоровича в вестибюле станции метро «Адмиралтейская», Санкт-Петербург (2011).
- Статуя «Смотрящий на звёзды», Чанчунь, Китай (1998).